# Rifugio Palù
Il rifugio Palù (o rifugio Lago Palù) è un rifugio alpino della Valmalenco situato nei pressi della riva nord del lago Palù, ad una quota di 1.947 m, nelle Alpi Retiche occidentali.
Fa parte dei rifugi tappa dell'Alta via della Valmalenco, è infatti il punto di arrivo della quarta tappa (Chiareggio - rifugio Palù) e punto di partenza della quinta (rifugio Palù - rifugio Marinelli Bombardieri).

## Accessi
- Dal località Barchi, in 45 minuti
- Dalla stazione a monte della funivia Chiesa in Valmalenco-Palù, in 30 minuti

## Escursioni

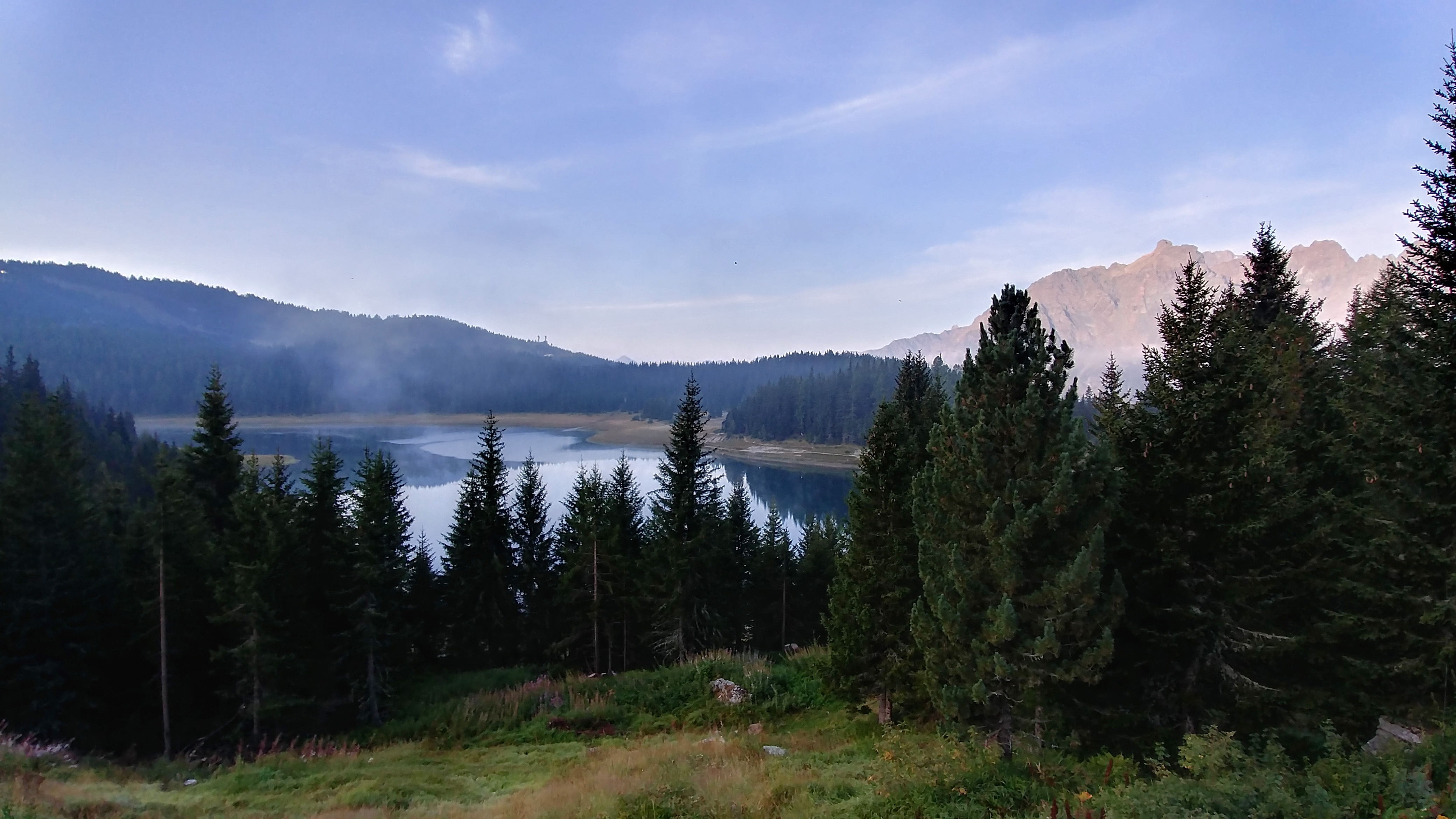
Il lago Palù visto dal rifugio

- Sasso Nero (2.917 m)
- Rifugio Motta (2.236 m)
- Giro del lago Palù